# Geron orthoperus
Geron orthoperus är en tvåvingeart som beskrevs av Hesse 1938. Geron orthoperus ingår i släktet Geron och familjen svävflugor. Inga underarter finns listade i Catalogue of Life.